# Chesty Morgan
Chesty Morgan, pseudonimo di Liliana Wilczkowska (15 ottobre 1937), è una ballerina, modella e attrice polacca naturalizzata statunitense di origini israeliane, molto famosa negli anni settanta e ottanta per via del suo enorme seno di 183 cm (73 pollici). Le sue misure sono naturali, e secondo il Guinness Movie Facts & Feats sono le più grandi mai registrate per una star del cinema. Ha recitato in alcuni film sexploitation, in cui è quasi sempre mostrata nuda.

## Biografia
Liniana nacque in Polonia nel 1937, in un piccolo paese vicino a Varsavia. I suoi genitori, entrambi ebrei, morirono nell'Olocausto. Lei si salvò sistemandosi con una coppia di cristiani conoscenti della famiglia, con cui poi si trasferì in Israele alla fine della seconda guerra mondiale. Qui fece servizio militare nell'esercito per qualche anno, periodo in cui conobbe e sposò Joseph Wilczkowski, imprenditore americano di famiglia polacca sopravvissuto all'Olocausto. Con lui si trasferì negli Stati Uniti, dove egli divenne co-proprietario di due supermercati. Joseph e il suo socio, insieme con un dipendente, vennero assassinati il 27 marzo 1965 in una rapina compiuta dai cosiddetti "assassini della ghiacciaia", un gruppo che già attirava i titoli dei media nazionali.

### Gli esordi come danzatrice esotica
Rimasta vedova e con due figlie, nel 1972 Liliana cominciò a lavorare come spogliarellista in un nightclub che scoprì tramite un suo ex-fidanzato, che ce la portò durante un appuntamento. Divenuta presto popolare, cominciò a esibirsi in numerosi locali, con gli pseudonimi Zsa Zsa, Chesty e Gabor, per poi passare definitivamente a Chesty Morgan nel 1974. Il 24 aprile 1974 Chesty sposò il giocatore di baseball Dick Stello, con cui andò a vivere a St. Petersburg, in Florida. I due divorziarono l'11 dicembre 1979, ma mantennero una relazione molto intima fino alla morte di lui.

### Esordio nel cinema
Nel 1974 Chesty cominciò anche a recitare, esordendo nel film thriller-sexploitation Deadly Weapons (distribuito in Italia col titolo La chiamavano Susy Tettalunga), diretto da Doris Wishman. Quello stesso anno recitò in un altro film sexploitation, Double Agent 73, sempre diretto da Wishman. Un terzo film venne girato nel 1975, The Immoral Three, per il quale Wishman contattò Chesty, ma il suo personaggio venne all'ultimo momento rimosso dalla sceneggiatura e pertanto non partecipò alle riprese. Nel 1976 venne ingaggiata dal regista italiano Federico Fellini per una parte nel suo film Il Casanova; qui interpreta la cameriera Barberina. Le scene in cui compare vennero rimosse dalla versione proiettata nei cinema.

### Problemi legali e personali
Il 27 giugno 1980 fu arrestata a Hamilton, Canada, durante una delle sue esibizioni da spogliarellista. La Corte Provinciale l'accusò di atti osceni in luogo pubblico, in quanto avrebbe permesso agli oltre 250 spettatori ivi presenti di palparle il seno. L'accusa definì il gesto «indecente» e «volgare», oltre che «una versione minore di un atto di sesso dal vivo». Il 29 gennaio 1981, il giudice respinse l'accusa e la Morgan venne scarcerata. Dichiarò che durante la detenzione in prigione un gran numero di poliziotti la spiò attraverso la porta della sua cella.
Il 5 luglio 1983 la figlia maggiore di Chesty, Eva, morì in un incidente stradale. L'evento interruppe momentaneamente gli impegni lavorativi della modella, caduta in uno stato di depressione da cui uscì grazie all'ex marito. Nell'ottobre dello stesso anno venne nuovamente fermata a Stoughton, Massachusetts, sempre con l'accusa di aver lasciato che il pubblico presente ai suoi spettacoli di spogliarello la toccasse, ma venne nuovamente rilasciata. Il 18 novembre 1987 il suo ex marito Dick Stello morì in un incidente stradale a Lakeland, Florida. Chesty e la sua seconda figlia Lila parteciparono al funerale.

### Ritiro
La sua ultima performance avvenne a Houston il 28 febbraio 1991, l'ultima notte della guerra del Golfo. Da allora Chesty si è ritirata dalle scene e vive in Florida; dal 1991 al 2009 ha vissuto a Tampa, attualmente vive a St. Petersburg.
In una scena del film del 1994 La signora ammazzatutti di John Waters, uno dei protagonisti, Scotty (interpretato da Justin Whalin), si masturba proprio guardando La chiamavano Susy Tettalunga. Waters e Chesty erano amici da tempo, e lui la volle nel suo film Pink Flamingos del 1972, ma non poté partecipare alle riprese.

## Vita privata
Chesty Morgan è stata sposata due volte. Il primo matrimonio fu con l'imprenditore Joseph Wilczkowski, che sposò nel 1958, appena dieci giorni dopo averlo conosciuto. Da questa unione ebbe le sue due figlie, Eva e Lila. Joseph venne assassinato in una rapina il 27 marzo 1965; Eva e Lila avevano rispettivamente 4 anni e 4 mesi all'epoca. Chesty si risposò il 24 aprile 1974 col giocatore di baseball Dick Stello, dal quale divorziò l'11 dicembre 1979; mantenne comunque una relazione molto intima con l'ex marito, al punto da commentare in alcune interviste che si sentiva come se si fossero di nuovo fidanzati. Dopo la morte di Dick il 18 novembre 1987 Chesty ha avuto numerosi fidanzati, ma non si è più sposata per scelta, in quanto «un divorzio è abbastanza».

## Filmografia
- La chiamavano... Susy Tettalunga (Deadly Weapons), regia di Doris Wishman (1974)
- Double Agent 73, regia di Doris Wishman (1974)
- Il Casanova di Federico Fellini, regia di Federico Fellini – scene rimosse dalla versione finale (1976)